# Videografia de Super Junior
Esta é uma lista dos vídeos musicais ou promocionais da boy band sul-coreana Super Junior e seus subgrupos, lançados pela SM Entertainment.

## Vídeos musicais

### Super Junior
| Ano  | Canção                                                  | Álbum                                 | Lançamento |
| ---- | ------------------------------------------------------- | ------------------------------------- | --- |
| 2005 | "Twins (Knock Out)"                                     | SuperJunior05 (Twins)                 | 11 de novembro |
| 2006 | "You Are The One"                                       | SuperJunior05 (Twins)                 | 14 de fevereiro |
| 2006 | "Miracle"                                               | SuperJunior05 (Twins)                 | 24 de fevereiro |
| 2006 | "U"                                                     | U                                     | 13 de junho |
| 2006 | "Dancing Out"                                           | 2006 Summer SMTown                    | 1 de agosto |
| 2007 | "Wonder Boy"                                            | Attack on the Pin-Up Boys OST         | 6 de julho |
| 2007 | "Happiness"                                             | 2007 Summer SMTown – Fragile          | 6 de julho |
| 2007 | "Don't Don"                                             | Don't Don                             | 21 de setembro |
| 2007 | "Marry U"                                               | Don't Don                             | 13 de novembro |
| 2008 | "One Love"                                              | Super Show Tour Concert Album         | Outubro |
| 2009 | "Sorry, Sorry"                                          | Sorry, Sorry                          | 13 de março |
| 2009 | "It's You"                                              | Sorry, Sorry                          | 12 de maio |
| 2009 | "Sorry, Sorry - Answer"                                 | Super Show 2 Tour Concert Album       | 10 de dezembro |
| 2010 | "Bonamana"                                              | Bonamana                              | 7 de maio (teaser) 12 de maio                                                                                             |
| 2010 | "No Other"                                              | Bonamana                              | 7 de julho |
| 2011 | "Bijin (Bonamana)" (美人) (Versão Japonesa)             | Bonamana (Versão Japonesa)            | 8 de junho |
| 2011 | "Mr. Simple"                                            | Mr. Simple                            | 3 de agosto |
| 2011 | "Superman"                                              | Mr. Simple                            | 26 de agosto |
| 2011 | "A-Cha"                                                 | A-Cha                                 | 26 de setembro |
| 2011 | "Mr. Simple" (Versão Japonesa)                          | Mr. Simple (Versão Japonesa)          | 13 de novembro |
| 2011 | "Santa U Are The One"                                   | 2011 Winter SMTown – The Warmest Gift | 13 de dezembro |
| 2012 | "Opera"                                                 | Opera                                 | 9 de maio |
| 2012 | "Sexy, Free & Single"                                   | Sexy, Free & Single                   | 29 de junho (teaser) 3 de julho                                                                                           |
| 2012 | "Spy"                                                   | Spy                                   | 3 de agosto (teaser) 13 de agosto                                                                                         |
| 2012 | "Sexy, Free & Single" (Versão Japonesa)                 | Sexy, Free & Single (Versão Japonesa) | 22 de agosto |
| 2013 | "Hero"                                                  | Hero                                  | 24 de julho |
| 2013 | "Blue World"                                            | Blue World                            | 11 de dezembro |
| 2014 | "Mamacita"                                              | Mamacita                              | 24 de agosto (teaser 1) 26 de agosto (teaser 2) 28 de agosto                                                              |
| 2014 | "This Is Love"                                          | This Is Love                          | 20 de outubro (teaser) 22 de outubro                                                                                      |
| 2014 | "Evanesce"                                              | This Is Love                          | 20 de outubro (teaser) 27 de outubro                                                                                      |
| 2014 | "Mamacita"                                              | Mamacita                              | 24 de agosto (teaser 1) 26 de agosto (teaser 2) 28 de agosto                                                              |
| 2015 | "Devil"                                                 | Devil                                 | 7 de julho (teaser 1) 10 de julho (teaser 2) 16 de julho                                                                  |
| 2015 | "Magic"                                                 | Magic                                 | 13 de setembro (teaser) 15 de setembro                                                                                    |
| 2017 | "One more Chance"                                       | Play                                  | 20 de outubro de 2017 (teaser) 30 de outubro de 2017                                                                      |
| 2017 | "Black Suit"                                            | Play                                  | 31 de outubro de 2017(teaser 1) 01 de novembro de 2017(teaser 2) 02 de novembro de 2017 (teaser 3) 06 de novembro de 2017 |
| 2018 | "Super Duper"                                           | Play                                  | 23 de março de 2018 |
| 2018 | "Lo Siento" (participação Leslie Grace e Play-N-Skillz) | Play                                  | 04 de abril de 2018(teaser 1) 09 de abril de 2018 (teaser 2) 12 de abril de 2018                                          |
| 2018 | "Animals"                                               | One More Time                         | 01 de outubro de 2018 |
| 2018 | "One More Time (Otra Vez)" (participação Reik)          | One More Time                         | 01 de outubro de 2018 (teaser 1) 03 de outubro de 2018 (teaser 2) 08 de outubro de 2018                                   |
| 2019 | "Ahora Te Puedes Marchar"                               | One More Time                         | 01 de março de 2019 |
| 2019 | "Show"                                                  | Time_Slip                             | 10 de setembro de 2019 |
| 2019 | "Somebody New"                                          | Time_Slip                             | 17 de setembro de 2019 |
| 2019 | "The Crown"                                             | Time_Slip                             | 27 de setembro de 2019 |
| 2019 | "I Think I"                                             | Time_Slip                             | 02 de outubro de 2019 (teaser) 04 de outubro de 2019                                                                      |
| 2019 | "SUPER Clap"                                            | Time_Slip                             | 07 de outubro de 2019 (teaser 1) 10 de outubro de 2019 (teaser 2) 17 de outubro de 2019                                   |

### Super Junior-K.R.Y.
| Ano  | Canção           | Álbum                                 | Lançamento     |
| ---- | ---------------- | ------------------------------------- | -------------- |
| 2006 | "The One I Love" | Hyena OST                             | 29 de novembro |
| 2011 | "Fly"            | Superstar K3 OST                      | 21 de abril    |
| 2012 | "Reminiscence"   | Yoon Il Sang’s 21st Anniversary Album | 13 de janeiro  |
| 2013 | "Promise You"    | Promise You                           | 23 de janeiro  |
| 2013 | "Hanamizuki"     | Hero                                  | 24 de julho    |
| 2015 | "Join Hands"     | Join Hands                            | 5 de agosto    |

### Super Junior-T
| Ano  | Canção                 | Álbum      | Lançamento      |
| ---- | ---------------------- | ---------- | --------------- |
| 2007 | "Rokkugo!!!"           | Rokkugo!!! | 22 de fevereiro |
| 2008 | "Rock&Go" (com Moeyan) | Rock&Go    | 5 de novembro   |

### Super Junior-M
| Ano  | Canção                        | Álbum      | Lançamento                                                |
| ---- | ----------------------------- | ---------- | --------------------------------------------------------- |
| 2008 | "U"                           | Me         | 8 de abril                                                |
| 2008 | "Me"                          | Me         | 13 de setembro                                            |
| 2009 | "Super Girl" (Versão Chinesa) | Super Girl | 14 de setembro                                            |
| 2009 | "Super Girl" (Versão Coreana) | Super Girl | 28 de setembro                                            |
| 2009 | "Blue Tomorrow"               | Super Girl | 7 de novembro                                             |
| 2011 | "Perfection" (Versão Chinesa) | Perfection | 21 de fevereiro                                           |
| 2011 | "Perfection" (Versão Coreana) | Perfection | 28 de fevereiro                                           |
| 2013 | "Break Down"                  | Break Down | 31 de dezembro de 2012 (teaser) 7 de janeiro              |
| 2014 | "Swing" (Versão Chinesa)      | Swing      | 18 de março (teaser 1) 19 de março (teaser 2) 22 de março |
| 2014 | "Swing" (Versão Coreana)      | Swing      | 30 de março                                               |

### Super Junior-Happy
| Ano  | Canção              | Álbum                | Lançamento  |
| ---- | ------------------- | -------------------- | ----------- |
| 2008 | "Cooking? Cooking!" | Cooking? Cooking!    | 10 de junho |
| 2008 | "Pajama Party"      | Cooking? Cooking!    | 4 de agosto |
| 2010 | "Victory Korea"     | Dreams Come True OST | 24 de maio  |

### Donghae & Eunhyuk
| Ano  | Canção                            | Álbum                        | Lançamento                                             |
| ---- | --------------------------------- | ---------------------------- | ------------------------------------------------------ |
| 2011 | "Oppa, Oppa"                      | Oppa, Oppa                   | 16 de dezembro                                         |
| 2011 | "Oppa, Oppa" (Versão de Shindong) | Oppa, Oppa                   | 21 de dezembro                                         |
| 2012 | "Oppa, Oppa"                      | Oppa, Oppa (Versão Japonesa) | 23 de março (teaser) 4 de abril                        |
| 2013 | "I Wanna Dance"                   | I Wanna Dance                | 19 de junho                                            |
| 2013 | "Still You"                       | Still You                    | 16 de dezembro (teaser) 16 de dezembro                 |
| 2014 | "Motorcycle"                      | Ride Me                      | 2 de fevereiro                                         |
| 2014 | "Skeleton"                        | Skeleton                     | 6 de agosto                                            |
| 2015 | "Growing Pains"                   | The Beat Goes On             | 2 de março (teaser 1) 2 de março (teaser 2) 3 de março |
| 2015 | "Saturday Night"                  | Present                      | 1 de abril                                             |

### Solos
| Ano  | Canção                                             | Integrante | Álbum                                    | Lançamento                                                      |
| ---- | -------------------------------------------------- | ---------- | ---------------------------------------- | --------------------------------------------------------------- |
| 2013 | "Trap"                                             | Henry      | Trap                                     | 31 de maio (teaser 1) 4 de junho (teaser 2) 7 de junho          |
| 2013 | "1-4-3 (I Love You)"                               | Henry      | Trap                                     | 18 de agosto (teaser) 22 de agosto                              |
| 2014 | "Fantastic"                                        | Henry      | Fantastic                                | 8 de julho (teaser) 12 de julho                                 |
| 2014 | "Rewind" (Versão Coreana) (com EXO Chanyeol)       | Zhou Mi    | Rewind                                   | 29 de outubro (teaser) 31 de outubro                            |
| 2014 | "Rewind" (Versão Chinesa) (com EXO Tao)            | Zhou Mi    | Rewind                                   | 29 de outubro (teaser) 31 de outubro                            |
| 2014 | "At Gwanghwamun"                                   | Kyuhyun    | At Gwanghwamun                           | 11 de novembro (teaser) 13 de novembro                          |
| 2015 | "A Million Pieces"                                 | Kyuhyun    | Fall, Once Again                         | 11 de outubro (teaser 1) 12 de outubro (teaser 2) 14 de outubro |
| 2015 | "The day we felt the distance"                     | Kyuhyun    | 멀어지던 날 The day we felt the distance | 2 de novembro                                                   |
| 2016 | "The Little Prince"                                | Ryeowook   | The little Prince                        | 24 de janeiro (teaser) 27 de janeiro                            |
| 2016 | "Here I Am"                                        | Yesung     | Here I Am                                | 17 de abril (teaser) 18 de abril                                |
| 2016 | "Celebration 君に架ける橋 (Kimi ni Kakeru Hashi)"  | Kyuhyun    | Celebration                              | 25 de maio                                                      |
| 2016 | "Empty Room" (Chinese Ver.)                        | Zhou Mi    | What’s Your Number?                      | 12 de julho (teaser) 13 de julho                                |
| 2016 | "What’s Your Number?"                              | Zhou MI    | What’s Your Number?                      | 14 de julho (teaser) 18 de julho                                |
| 2016 | "Ame Nochi Hare No Sora No Iro 雨のち晴れの空の色" | Yesung     | -                                        | 31 de agosto                                                    |

### Outros subgrupos
| Ano  | Canção                          | Subgrupo                 | Integrante                                   | Álbum          | Lançamento                              |
| ---- | ------------------------------- | ------------------------ | -------------------------------------------- | -------------- | --------------------------------------- |
| 2010 | "Miss You"                      | SM The Ballad            | Kyuhyun                                      | Miss You       | 29 de novembro                          |
| 2010 | "Hot Times"                     | SM The Ballad            | Kyuhyun                                      | Miss You       | 13 de dezembro                          |
| 2011 | "Close Ur Mouth"                | M&D                      | Heechul                                      | Close Ur Mouth | 22 de junho                             |
| 2014 | "Blind" (KOR ver.)              | SM The Ballad Vol.2      | Yesung                                       | Breath         | 7 de fevereiro (teaser) 19 de fevereiro |
| 2014 | "Blind" (CHN ver.)              | SM The Ballad Vol.2      | Yesung                                       | Breath         | 7 de fevereiro (teaser) 19 de fevereiro |
| 2015 | "I Wish"                        | M&D                      | Heechul                                      | I Wish         | 12 de abril (teaser) 13 de abril        |
| 2016 | "The Fatherland that I protect" | Korea Army               | Eunhyuk, Sungmin e Shindong com Yunho (TVXQ) | -              | Junho                                   |
| 2016 | "Ulsanbawi"                     | Kim Heechul & Kim JumgMo | Heechul                                      | Goody Bag      | 7 de julho (teaser) 11 de julho         |

## Colaborações
| Ano  | Canção                       | Artistas                                        | Álbum                           | Lançamento     |
| ---- | ---------------------------- | ----------------------------------------------- | ------------------------------- | -------------- |
| 2005 | "Show Me Your Love"          | com TVXQ                                        | Show Me Your Love               | 12 de dezembro |
| 2006 | "KoreArirang"                | Vários                                          | –                               | 7 de maio      |
| 2006 | "Red Sun"                    | SMTown                                          | 2006 Summer SMTown              | 5 de julho     |
| 2006 | "Snow Dream"                 | SMTown                                          | 2006 Winter SMTown - Snow Dream | 12 de dezembro |
| 2007 | "Let's go on a trip!"        | SMTown                                          | 2007 Summer SMTown - Fragile    | 10 de agosto   |
| 2007 | "Only Love"                  | SMTown                                          | 2007 Winter SMTown - Only Love  | 7 de dezembro  |
| 2008 | "손을 잡아요 (Holding Hand)" | Vários                                          | –                               | 18 de abril    |
| 2009 | "S.E.O.U.L."                 | com Girls' Generation                           | S.E.O.U.L.                      | 12 de dezembro |
| 2012 | "Dear My Family"             | SMTown                                          | I AM. OST                       | 24 de abril    |
| 2016 | "Two Men"                    | Kyuhyun com Parc Jae Jung                       | -                               | 18 de maio     |
| 2016 | "My Hero"                    | Leeteuk com Suho (EXO), Kassy and Cho Young Soo | SM STATION                      | 28 de junho    |
| 2016 | "飞机场的 1030"              | Henry com Gen Neo                               | -                               | 11 de agosto   |
| 2016 | "Cosmic"                     | Ryeowook com Bada                               | SM STATION                      | 22 de setembro |

## Participações especiais
| Ano  | Canção                               | Artista                       | Integrante                 | Álbum                               | Lançamento                                         |
| ---- | ------------------------------------ | ----------------------------- | -------------------------- | ----------------------------------- | -------------------------------------------------- |
| 2003 | "What is Love"                       | Dana                          | Siwon                      | Vol. 2                              | –                                                  |
| 2006 | "Timeless" (com Junsu TVXQ)          | Zhang Liyin                   | Han Geng e Siwon           | I Will                              | - Parte 1: 9 de setembro - Parte 2: 22 de setembro |
| 2006 | "Key of Heart" (versão coreana)      | BoA                           | Donghae                    | Made in Twenty (20)                 | 10 de outubro                                      |
| 2006 | "My Everything"                      | The Grace                     | Kibum                      | One More Time, OK?                  | 7 de novembro                                      |
| 2007 | "Flight Girl"                        | Magolpy                       | Heechul, Kangin e Shindong | –                                   | 28 de fevereiro                                    |
| 2008 | "Kissing You"                        | Girls' Generation             | Donghae                    | Girls' Generation                   | 14 de janeiro                                      |
| 2008 | "I Will"                             | Zhang Liyin                   | Han Geng e Siwon           | I Will                              | 27 de fevereiro                                    |
| 2008 | "The Left Shore of Happiness"        | Zhang Liyin                   | Han Geng e Siwon           | I Will                              | 27 de fevereiro                                    |
| 2008 | "Beijing Welcomes You"               | Vários artistas               | Han Geng                   | 2008 Summer Olympics official album | Maio                                               |
| 2009 | "螢火蟲" (Firefly)                   | Ariel Lin                     | Donghae e Siwon            | Blissful Encounter                  | 2 de julho                                         |
| 2009 | "Happy Bubble"                       | Donghae, Kyuhyun e Han Ji Min | Donghae e Kyuhyun          | –                                   | 20 de agosto                                       |
| 2009 | "Moving On"                          | Zhang Liyin                   | Donghae                    | –                                   | 20 de outubro                                      |
| 2009 | "Wizard of Oz"                       | Clazziquai                    | Kibum                      | –                                   | –                                                  |
| 2010 | "Let You Go"                         | TRAX                          | Heechul                    | Volume 1 - TRAX mini album          | 25 de janeiro                                      |
| 2010 | "Shady Girl"                         | Sistar                        | Heechul                    | –                                   | 24 de agosto                                       |
| 2010 | "Let's Go"                           | Group of 20                   | Sungmin                    | 2010 G-20 Seoul summit theme song   | 15 de outubro                                      |
| 2010 | "When Falling in Love with a Friend" | Beige                         | Ryeowook                   | 2nd album                           | 30 de setembro                                     |
| 2010 | "Hoot"                               | Girls' Generation             | Siwon                      | Hoot                                | 27 de outubro                                      |
| 2011 | "Ice Cream"                          | Joo                           | Leeteuk                    | Ice Cream                           | 16 de maio                                         |
| 2011 | "Breakups Are So Typical of Me"      | Kim Jang-hoon                 | Heechul                    | Breakups Are So Typical of Me       | 26 de setembro                                     |
| 2011 | "Late Autumn"                        | Yoon Jong-shin                | Kyuhyun                    | Monthly Project 2011                | 27 de outubro                                      |
| 2011 | "Blind"                              | TRAX                          | Kyuhyun                    | 3rd mini album                      | 10 de novembro                                     |
| 2012 | "Please Don't Say"                   | F.I.X                         | Eunhyuk                    | Please Don't Say                    | 4 de janeiro                                       |

## Aparições
| Ano  | Título                                                     | Formato | Distribuidor     |
| ---- | ---------------------------------------------------------- | ------- | ---------------- |
| 2008 | Super Junior 1st Premium Event in Japan                    | DVD     | Avex Trax        |
| 2008 | The 1st Asia Tour - Super Show                             | DVD     | SM Entertainment |
| 2009 | Super Junior 1st Premium Live in Japan                     | DVD     | Rhythm Zone      |
| 2009 | The 2nd Asia Tour - Super Show 2                           | DVD     | SM Entertainment |
| 2010 | Super Junior Asia Tour Super Show 3 Live in Japan          | DVD     | Avex Trax        |
| 2010 | The 3rd Asia Tour: Super Show 3                            | DVD     | SM Entertainment |
| 2011 | Super Junior World Tour Super Show 4 Live in Japan         | DVD     | Avex Trax        |
| 2011 | Super Junior World Tour Super Show 4                       | DVD     | SM Entertainment |
| 2012 | Super Junior World Tour Super Show 4 Live in Paris         | DVD     | SM Entertainment |
| 2013 | Super Junior World Tour Super Show 5 Live in Japan         | DVD     | Avex Trax        |
| 2013 | Super Junior World Tour Super Show 5                       | DVD     | SM Entertainment |
| 2013 | Super Junior World Tour Super Show 5 Live in Latin America | DVD     | SM Entertainment |
| 2015 | Super Junior World Tour Super Show 6 Live in Japan         | DVD     | Avex Trax        |
| 2015 | Super Junior World Tour Super Show 6                       | DVD     | SM Entertainment |
| 2016 | Super Camp Live in Korea                                   | DVD     | SM Entertainment |
| 2016 | Super Camp Live in Japan                                   | DVD     | Avex Trax        |
| 2016 | Super Camp Live in Mexico                                  | DVD     | SM Entertainment |